# Wappen der Transkaukasischen SFSR

Wappen der Transkaukasischen SFSR 1923–1936

Das Wappen der Transkaukasischen Sozialistischen Föderativen Sowjetrepublik war das offizielle Wappen der Transkaukasischen Sozialistischen Föderativen Sowjetrepublik, welche von 1922 bis 1936 innerhalb der Sowjetunion bestand.
Das Wappen enthielt georgische, armenische und aserbaidschanische Bestandteile, während es gleichzeitig auf dem damaligen Staatswappen der Sowjetunion basierte. So stand die Mondsichel unten in der Mitte für den Islam der Aserbaidschaner. Das Gitter im Stern außen hingegen stand für die georgische Kultur. Der im Hintergrund abgebildete Berg Ararat hat für die Armenier große historische Bedeutung. Der Stern oben in der Mitte stand für den Kommunismus und der Hammer sowie der Sichel standen für das Proletariat.
Als die Transkaukasische SFSR aufgelöst wurde, entstanden drei neue Sowjetrepubliken (Armenische SSR, Aserbaidschanische SSR, Georgische SSR), welche nun ihre eigenen Wappen verwendeten.